# لوکووو (ورانگه)
لوکووو (به صربی: Lukovo) یک منطقهٔ مسکونی در صربستان است که در ناحیه پچینیا واقع شده‌است. لوکووو ۲۰۰ نفر جمعیت دارد.